# Lettres d'amour en Somalie
Pour plus de détails, voir Fiche technique et Distribution.
Lettres d'amour en Somalie est un documentaire français réalisé par Frédéric Mitterrand, sorti en 1982.

## Synopsis
Ce documentaire est le journal intime d'un homme qui décrit un pays, la Somalie, et parle avec nostalgie de l'être aimé.

## Fiche technique
- Réalisation et scénario : Frédéric Mitterrand
- Production : Margaret Ménégoz, Nicole Flipo
- Sociétés de production : FR3 Cinéma, Les Films du Losange
- Tournage : 5 semaines, juillet-août 1981[1]
- Musique : Jean Wiener
- Directeur de la photographie : John Cressey
- Montage : Luc Barnier
- Durée : 95 minutes
- Date de sortie : 21 avril 1982.

## Distribution
- Frédéric Mitterrand : Narrateur

## Commentaires
Le film est conçu comme un récit de voyage du XIXe siècle, et adopte une forme épistolaire. Il met en parallèle l'évolution du pays (ancien comptoir colonial) avec l'émotion de l'évocation de l'amour perdu. 
D'après les Inrockuptibles, ce film est « une grande réussite de ce cinéma intime et exigeant ».
Les derniers mots du film accompagnent un travelling vertical sur le paysage nocturne parisien vu depuis l’ascenseur de la tour Eiffel : « Un jour, bien sûr, cette passion que je t'imposais, je viendrai te la reprendre. J'aimerai quelqu'un d'autre. Plusieurs autres peut-être. La vie est parfois si longue. Identique à toi-même, je te verrai tout autre. Alors que tu m'aimais sans doute aussi à ta manière, je ne te verrai plus nulle part. Et tandis que je m'éloignerai, sans l'espoir d'un retour, je te volerai une seconde fois encore. Je t'enlèverai jusqu'à l'idée que tu gardais de moi. Et si par hasard on se rencontre un jour, plus tard, j'aurai avec moi toutes ces images de notre jeunesse et je me refuserai à te les rendre, à toi qui auras tant vieilli et qui s'interrogeras encore. Regarde-moi : je te rends à l'innocence. Apprends son autre nom : la solitude ».

## Distinctions
- Le film a remporté le prix Jean-Louis Bory en 1982[4].
- Il a été nommé dans la catégorie César du meilleur premier film lors de la 8e cérémonie des César en 1983.